# 八木橋百貨店
八木橋百貨店（やぎはしひゃっかてん）は、埼玉県熊谷市に所在する百貨店である。運営法人名は、株式会社八木橋。日本百貨店協会加盟。

## 概要
埼玉県内初の百貨店として創業。熊谷市内では最大の店舗面積を持つ。
小売事業者として一店舗しか店舗を有していない。過去には、群馬県高崎市に｢高崎店｣を置いていたこともあり、外商部出張所を深谷市・羽生市、県外では群馬県太田市に設置していたが、現在は撤退。
1974年から1980年7月まで、熊谷市内の伊勢町、箱田に食品デパート「ヤギハシマート」を開設していた。
2017年に創業120年を迎え、百貨店としては老舗の部類に入る。

## 沿革
八木橋本次郎（万延元年2月～昭和13年12月7日）が、吹上町（現・鴻巣市）の代家に生まれ、八木橋惣五郎が営む持田村(現・行田市）の呉服太物店「山木屋」で12歳頃から丁稚奉公を始める。のちに腕利きの番頭ととなり、惣五郎の娘いちと結婚して八木橋姓を名乗り、山木屋からのれん分けして、熊谷町仲町の呉服店「麻屋」の店舗を買い取り、呉服・太物商「八木橋」を1897年（明治30年）6月に開店。夏冬２回の大割引や大売出しには、早朝から店を取り巻く客のために街頭に屋台が並ぶほど繁盛させたという。
- 1897年（明治30年） - 初代・八木橋本次郎が熊谷市仲町（現在地）に木綿太物を主とした八木橋呉服店を創業。
- 1927年（昭和2年）
  - 8月31日 - 組織を株式会社に改め商号を「株式会社八木橋」とする[1]。
  - 隣接店舗を購入し、洋品部を併設。
- 1945年（昭和20年）8月 - 空襲で店舗全焼。焼け跡を整備し約231m2の店舗を建設、営業を開始。
- 1961年（昭和36年） - 通産省の営業許可をうけて4,200m2の売場面積をもつ百貨店となる。取扱商品の良さや従業員の接客の良さが人気となった「八木橋高崎店」が目抜き通り（現・あら町）に創業。四階は食堂、屋上はこども遊園地になっていて、顧客獲得に大きな役割を果たした。
- 1971年（昭和46年）3月2日 - 新店舗開店[5]。地下1階・地上7階、総面積1万8,900m2となる。
- 1973年（昭和48年） - 旧館地下にライブハウス「木偶瘖堂」（でくいんどう）を開設[6]。
- 1979年（昭和54年） - 外商部出張所を深谷市、太田市、羽生市に開設。
- 1987年（昭和62年） - 5層式立体駐車場「パーク仲町」（260台収容）完成。
- 1988年（昭和63年）3月 - 資本金を4億8576万円に増資。
- 1989年（平成元年）3月 - 増床工事完成[1]。地下1階・地上8階、エレベーター4基、エスカレーター各階上下2基など近代設備改修、総面積3万7,825m2に増床。
- 1991年（平成3年）7月 - 5層式立体駐車場の「パーク1番街」（300台収容）完成。
- 1997年（平成9年）　- 創業100周年を迎える。
- 2013年（平成25年）9月12日　- 地階食品フロア、1階名店銘菓、リニューアル。

## フロア構成
- 8階 - ゆとりの空間
  - 武蔵野銀行熊谷支店、写真スタジオ[スタジオ・キラリ at feel]、子供の公園[キッズテラス]、幼児教室[キッズパル]、天球ルーム[触れる地球]
  - 総合多目的ホール[カトレアホール]
  - 地域のギャラリー[オープンギャラリー熊谷]
- 7階 - 集いの空間
  - ファミリーレストラン[八木橋特別食堂]、中華レストラン[チャイナファン　双喜亭]、新潟の名店[新潟割烹大助]、イタリアンレストラン[パステルイタリアーナ パスタアンドピザ]
  - カフェ[パブリックラウンジ]、甘味処[一休]
  - ”今週の”催事場
  - 趣味の文化教室[カトレア教室]
  - 予約制の多目的スペース[オーキッドルーム]
- 6階 - ベビー・子供・玩具・文具・家具
  - ベビー服・雑貨、ベビーカー、チャイルドシート、マタニティ用品、出産準備品、子供服・雑貨、学生服。スクール用品、玩具・サンリオ、メガネ、大塚家具、時計・宝飾、文具・事務用品、エステサロン、須原屋（本）
  - 授乳室・ベビー休憩室
  - ミキハウスのえほんが読めるスペース[えほんひろば]
  - お子様向け フリースペース[アクティブパーク]
- 5階 - 友の会カウンター・リビング・インテリア・趣味雑貨・時計・家具
  - 寝具・寝装品、タオルウェア、インテリア雑貨、フェイラー、メガネ・補聴器サロン、タオリエ、テーブルウェア、ウェッジウッド、ハウスオブローゼ、バス・トイレタリー用品・雑貨、キッチン・インテリア用品・雑貨、絨毯・ラグ、オーダーカーテン、カタログギフトカウンター、宝石サロン、トラベルサロン、プレイガイド
  - トラベルサロン（JTB、近畿日本ツーリスト、オリジナルツアー）
  - 美術品展示サロン[アートサロン]
  - お得意様サロン
  - カトレア友の会カウンター、商品券・ギフト券カウンター

- 4階 - 紳士服・紳士靴・婦人服・登山用品・自転車
  - オーダースーツサロン、スーツ・コート・ジャケット・スラックス、ワイシャツ・ネクタイ、紳士服、紳士セーター・洋品、ゴルフウェア、コロンビア、紳士雑貨、トラベルバッグ・スーツケース、紳士靴・健康シューズ、紳士肌着・靴下・パジャマ、登山用品[好日山荘&Yagihashi]、スポーツバイク[サイクルショップKATO]

- 3階 - 婦人服・呉服
  - 特選プレタ、婦人服、フォーマルウェア、フォーマルウェア、パンツ専門店[ビースリー]、大きいサイズのクィーンショップ
  - 美容室
  - 呉服・きものサロン
  - 化粧直しスペース[パウダールーム]
  - 憩いのテーブル

- 2階 - 婦人服
  - 婦人服、セレクトショップ[レザナンス]、婦人・子供服[コムサイズムコレクト]、輸入雑貨[ミニプラ]、ジーンズ・デニム、肌着・ランジェリー・ナイティ、小さいサイズのプリンセスショップ、肌着・ランジェリー・ナイティ
  - 洋服のお直し[ママのリフォーム]

- 1階 - 化粧品・服飾雑貨・名店銘菓
  - 名店銘菓百選街、化粧品、婦人靴、ハンドバッグ、COACH、ゲンテン、婦人靴専門店[銀座ヨシノヤ][コンフォートクリニック]、アクセサリー、服飾雑貨、婦人雑貨、フォンテーヌ、婦人服[アンタイトル]、銀座ヨシノヤ、ハンドバッグ・カバン
  - インフォメーション（店内案内/お買物預かり所）
  - 埼玉りそなATM、武蔵野銀行ATM
  - そば処・近江屋
  - 靴のお直し・ミスタークラフトマン
  - コインロッカー
  - 旧中山道（フロアを東西に貫通）
  - 建物外にゆうちょ銀行さいたま支店 八木橋デパート内出張所 (ATM) 設置

- 地下1階 - 食品
  - 鮮魚[中島水産]、精肉[明治屋産業]、青果[九州屋]、グロッサリー[北野エース]、和洋惣菜、ベーカリーショップ[アンデルセン]、和洋酒（ワイン・日本酒・焼酎）、名店ギフト[銀座貝新][山本山]、輸入食品・紅茶(フォション)、フラワーショップ、ラスク(ガトーフェスタ・ハラダ)
  - 食品催事［プロモーション］
  - イートイン［ホテルヘリテイジ］
  - 喫茶[UCCコーヒー]
  - 喫煙スペース[北口エレベーター前]

## 特徴
広告類
｢やぎはし便り｣と名付けた広報新聞を発行し、折り込みチラシとして配布。お茶の間ジャーナルも過去に存在した。
中山道（熊谷宿）
店舗入口に中山道の石碑が設置されている。かつては旧中山道を挟んで北側と南側に分かれて店舗が置かれていたが、1989年に改築する際に敷地の一部を公共の歩道として寄付することを条件に旧中山道を遮断する形で建設された。1階には旧中山道の位置に幅を広めに取った店内通路が設置されている。それぞれの端には出入口も設置されているため、営業時間内であれば、迂回せずに旧中山道を辿ることが可能である。
お天気カメラ
屋上には、テレ玉のお天気カメラが設置されている。たいてい、直下の国道17号鎌倉町交差点から国道17号沿いに熊谷駅方面を望むか、南にある国道407号鎌倉町陸橋・上越新幹線高架が映し出される。
熊谷4館合同企画
2007年より、アズ熊谷・ティアラ21・ニットーモールとの合同で販促キャンペーンを行なうようになった。これは、元々直結している同3館が連携する形で各種キャンペーンを展開していたのだが、これに3館とは離れたところにある八木橋が後から加わって現在の形になったものである。
温度計
2007年に、夏季限定で店舗正面の入口前に高さ4mの温度計を設置、熊谷地方気象台発表の最新の気温を基に八木橋職員が温度を修正する。当初は40.0℃までしか目盛りを用意しておらず、2007年8月に40.9℃の最高気温を記録した際には手書きで対応した。この時、在京キー局を含むマスコミが取材に訪れ、「来年は50℃まで目盛りを用意したい」と回答するインタビュー映像が全国に放映された。翌2008年は、実際に50℃まで目盛りのある温度計が設置された。2009年以降は45℃までの対応である。
- 市のまちづくり政策「あついぞ!熊谷」に合わせ設置されているもので「あついぞ!熊谷」のマスコット「あつべえ」が温度計に貼り付けられているが、「あついぞ!熊谷」冠エントリー事業ではない。近隣の「なおざね商店街」と八木橋の共同設置。
- 暑すぎるという観光や定住に対する負のイメージから、市からの要請で温度計の廃止を予定していたが、2018年5月22日地元住民からの継続の声に応える形で温度計の形態は同じでフレーズを「あついぞ!熊谷」から鶴間政行が考案して浜田次朗の揮毫による「熊谷夏の陣」に変更し熊谷直実をイメージしたシルエットを配するなどデザインを一新して継続することを決めた。

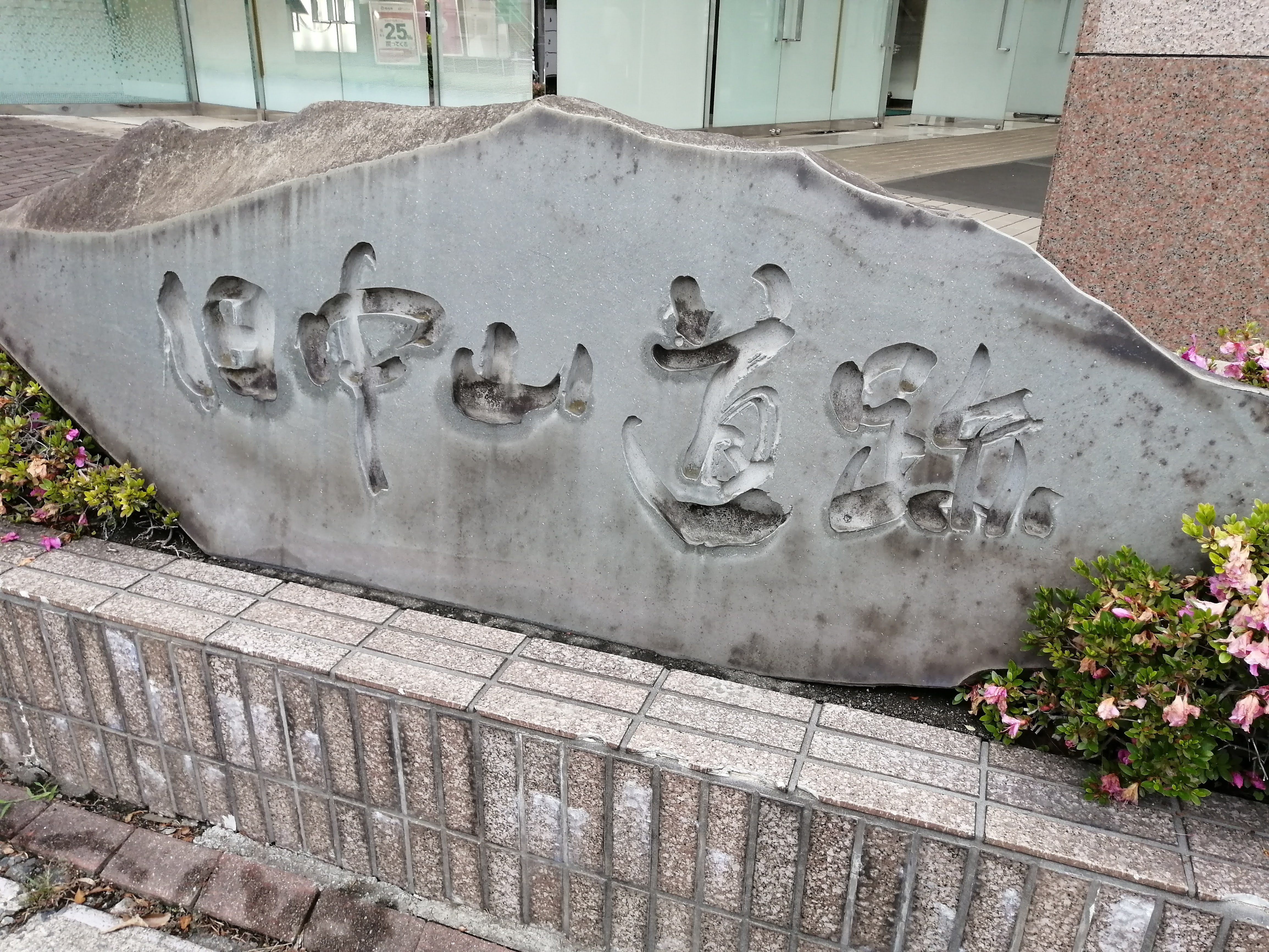
旧中山道跡の碑
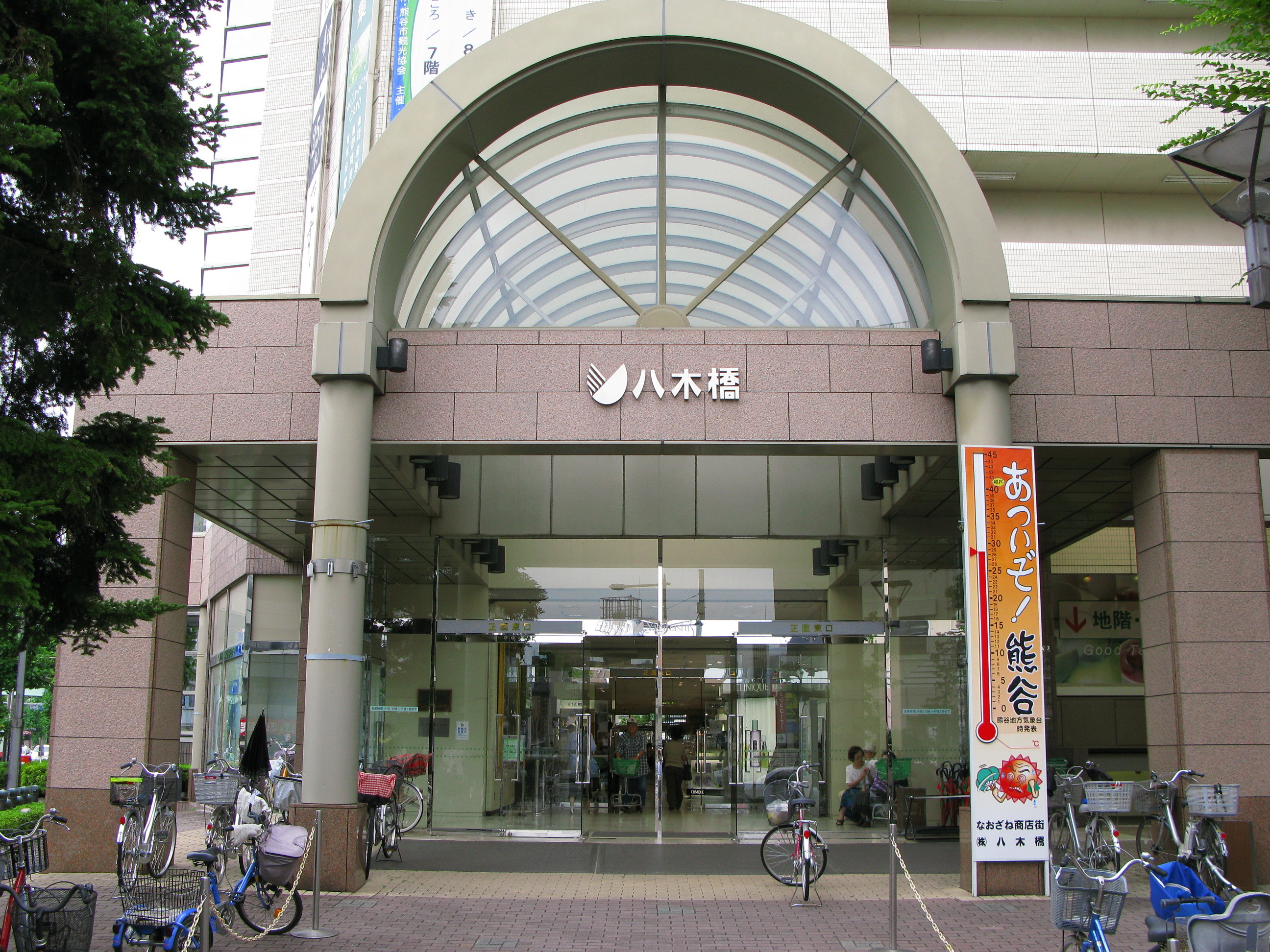
正面入口と温度計（2010年8月）
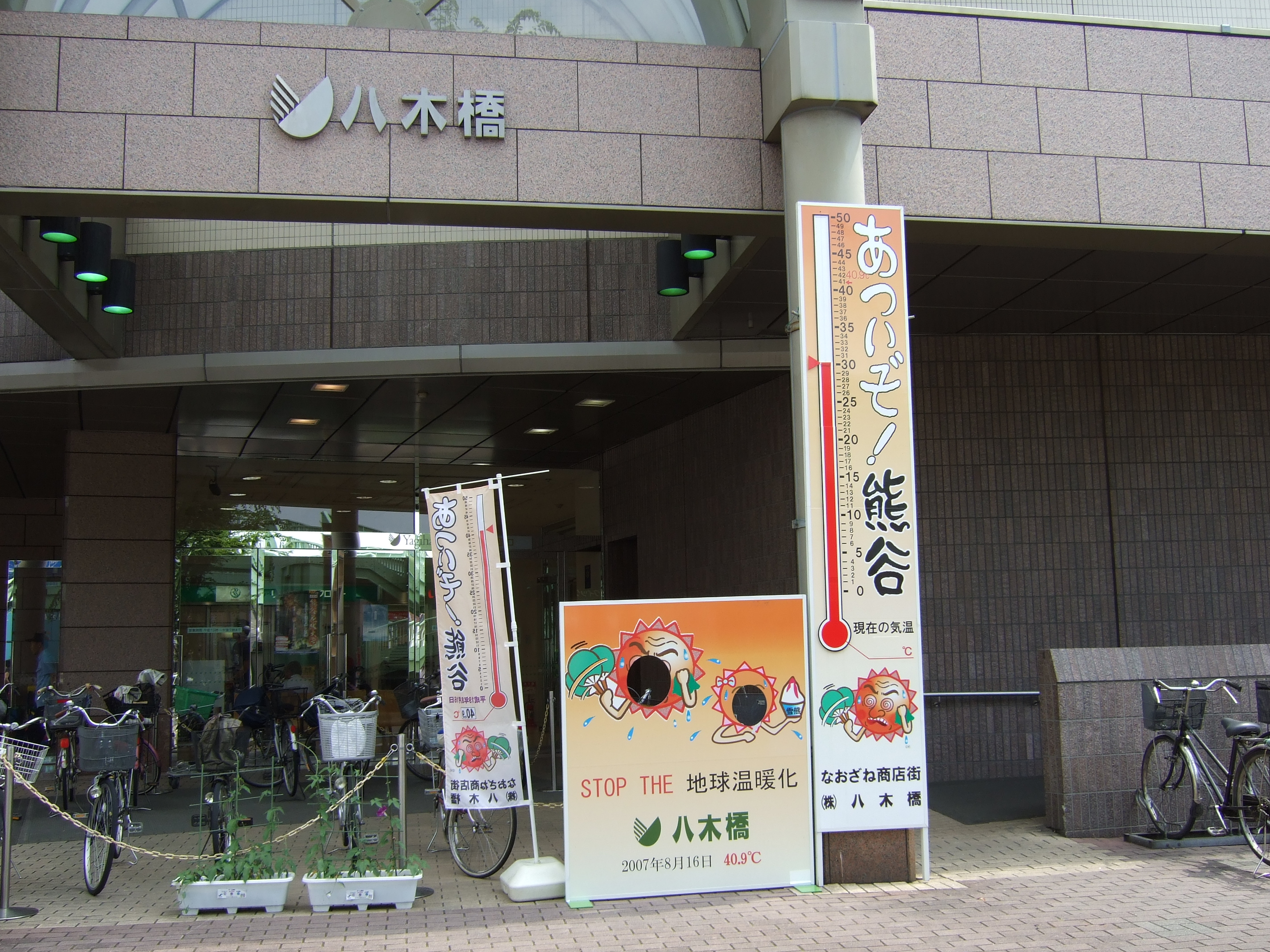
50度まで表示できる温度計（2008年8月）

## アクセス

### 列車・路線バス
- 秩父鉄道秩父本線上熊谷駅より徒歩5分
- JR高崎線・上越新幹線・秩父鉄道秩父本線熊谷駅北口（正面口）より
  - 国際十王バス（KM11-17、KM23・24の各系統）・朝日バス（各系統） 約5分『熊谷寺前（ゆうこくじまえ）』停留所下車
  - 徒歩15分
- その他のアクセス（バス）
  - 朝日バス（KM52・53系統を除く）の熊谷駅行きの場合は、 『さくら町通り』停留所下車（下車してそのまま進行方向に進むと数十メートルで北口に着く）
  - 熊谷市内循環ゆうゆうバス グライダー号・直実号 『八木橋東』停留所下車、入口まで約300m。（ゆうゆうバスの乗り場は熊谷駅南口にある）

### 自家用車
- 国道17号国道407号熊谷市本石2丁目交差点角、国道17号熊谷バイパス柿沼交差点より、熊谷市街方面約10分
- 周辺に駐車場完備、購入金額に応じて無料時間あり。

## ポイントカード

### 八木橋カード
クレジットカードと現金専用カードがある
- 八木橋NICOS・VISAカード
  - クレジット払いおよび提示しての現金払いでポイント加算
- ハウスカード（クレジット機能無し）
  - 提示して現金払いでのみポイント加算

### 八木橋ポイント
- 加算
  - 八木橋店内で、ポイント対象商品を購入の際、100円（税抜）毎に1ポイント加算。バーゲン品や1階の食品もほぼ対象である。7階の催事商品は対象外であることが多い。
  - 優待割引を利用した場合、ポイント加算は無い
- 利用
  - ポイント利用は八木橋本店舗のみに限る
  - ポイントは1ポイントを1円換算で、1ポイント毎に利用できる
  - 累積されたポイントを利用の場合は、商品購入時に各レジにて総ポイント数から減算される
  - ポイントを利用した買物の場合も、ポイント加算される
  - ポイントは、現金との引き換えはできない
  - ポイントは加算された当日から利用できる
- 有効期限
  - 加算された月より1年間有効。1年間経過すると、それ以前のポイントは無効となる。ポイントが消滅する月に買い物をすると、レシートにその月に消滅する分のポイントが印字される。